# Мозер, Рудольф
Рудольф Мозер (нем. Rudolf Moser; 7 января 1892, Нидеруцвиль — 20 августа 1960, Сильваплана) — швейцарский композитор.
Сын Иоганна Рудольфа Мозера (1827—1911), предпринимателя и депутата Национального совета (1878—1882).
С детства пел в хоре мальчиков, учился игре на скрипке в Базельской консерватории. В течение семестра изучал теологию в Базельском университете, однако затем всё же сделал выбор в пользу музыки и в 1912 году поступил в Лейпцигскую консерваторию, где учился у Макса Регера (композиция), Ханса Зитта (скрипка) и Юлиуса Кленгеля (камерный ансамбль). С началом Первой мировой войны вернулся в Базель и продолжил композиторское образование в Базельской консерватории под руководством Ханса Хубера и Германа Зутера, одновременно занимался музыковедением в университете у Карла Нефа; позднее также изучал оркестровку в Женеве у Йозефа Лаубера.
Выступал в Базеле как скрипач (особенно в составе струнного квартета), некоторое время был хормейстером Базельского собора. С 1928 года сам преподавал в Базельской консерватории композицию и теорию музыки. Среди его учеников, в частности, Иегуди Менухин и Пауль Захер. В последние годы жизни также руководил Базельским хором мальчиков.
Композиторское наследие Мозера включает около ста сочинений. Среди них балет «Крысолов» (1940—1950), одиннадцать инструментальных концертов, камерные, хоровые и вокальные сочинения, многочисленные органные миниатюры.
Погиб во время альпинистского восхождения.